# Bruksdammen, Uppland
Bruksdammen är en sjö i Östhammars kommun i Uppland och ingår i Forsmarksåns huvudavrinningsområde. Sjön har en area på 2,14 kvadratkilometer och ligger 12 meter över havet. Sjön avvattnas av vattendraget Forsmarksån. Vid provfiske har bland annat abborre, björkna, braxen och gers fångats i sjön.
Bruksdammen har varit bruksdamm vid Forsmarks bruk. Den avgränsas mot bruket av ett dammbröst och avtappas genom fyra slutor (avtappningskanaler), Bokarslutaren, Timmerrännan, Hammaren och Herrgårdsvalvet. Idag fungerar Bokarslutaren som överloppskanal för dammen. Herrgårdsvalvet för vatten till Herrgårdsdammen, Timmerrännan och Hammaren till Mejeridammen och Bokarslutaren för vattnet till Verkstadsdammen.

## Delavrinningsområde
Bruksdammen ingår i det delavrinningsområde (669854-162625) som SMHI kallar för Utloppet av Bruksdammen. Medelhöjden är 15 meter över havet och ytan är 15,56 kvadratkilometer. Räknas de 18 avrinningsområdena uppströms in blir den ackumulerade arean 285,29 kvadratkilometer. Avrinningsområdets utflöde Forsmarksån mynnar i havet. Avrinningsområdet består mestadels av skog (62 procent) och sankmarker (13 procent). Avrinningsområdet har 2,14 kvadratkilometer vattenytor vilket ger det en sjöprocent på 13,7 procent.

## Fisk
Vid provfiske har följande fisk fångats i sjön:
- Abborre
- Björkna
- Braxen
- Gärs
- Gädda
- Mört
- Ruda
- Sarv
- Sutare